# Gay Flamingoes Steelband
Gay Flamingoes Steelband (także jako Lever Brothers Gay Flamingoes) – pochodzący z wysp Trynidad i Tobago zespół grający muzykę steel pan. Znane utwory zespołu: „Caterpilla”, „Black Man's Cry”.

## Dyskografia[1]
- Gay Flamingoes (1972)
- Secrets of the Pan

utwory zespołu trafiły także na składanki:
- Jeff Recordings: Rough Beats From Trinidad & Peru 1972-1976 (2002)
- Hugo Mendez Presents Tropical Funk Experience: Island Jump Up - Caribbean Funk, Soul, Reggae, Calypso and Afro Grooves 1968-1975 (2009)